# 石川梵
石川 梵（いしかわ ぼん、1960年 - ）は、日本の写真家、ノンフィクション作家、映画監督。大分県出身。

## 人物・来歴
フランス通信社（AFP通信）のカメラマンを経て、1990年よりフリーの写真家となる。伊勢神宮の取材を皮切りに、アジア、アフリカ、南米など世界各地で撮影を行い、大自然とともに生きる人々の祈りの世界の取材をライフワークとする。また、1990年のヒマラヤ空撮をきっかけに、地球46億年をモチーフとした世界の空撮を世界各地で行っている。
石川の作品と記事は国内主要誌の他、Life、National Geographic、Paris Match、GEO、New York Times、Washington Postなど世界の主要新聞、雑誌で発表されている。1998年写真集『海人』で講談社出版文化賞、日本写真協会新人賞受賞。2012年写真集『The Days After 東日本大震災の記憶』で日本写真協会作家賞。さらに1997年に放映された関西テレビ製作『巨鯨に挑む』では共同演出を担当し、ATP賞を受賞している。
また、2015年のネパール大地震では震源地に日本人として初めて入り、現地の村の支援を始めるとともにドキュメンタリー映画（記録映画）の制作も進め、2017年3月に同地震を題材にした映画世界でいちばん美しい村を銀座東劇で公開している。この他、インドネシアのレンバタ島に今も残るモリを使った伝統的なクジラ漁の撮影を1990年代より行っており、同漁を題材にしたドキュメンタリー映画「くじらびと」（英語名LAMAFA)を2021年9月新宿ピカデリーほかで全国公開した。

## エピソード
- 10代のころ、日本将棋連盟の奨励会に在籍し、棋士を目指していたが、写真家に転身した[4][5]。奨励会時代の師匠は関根茂[5]。
- 代表作である写真集『海人』はインドネシアの生存捕鯨を撮影したものだが、取材を始めてから鯨漁に遭遇するまで4年の年月がかかった。撮影に成功したものの鯨の断末魔の声を聞いた石川は、「海の上の撮影だけでは人間の物語になってしまう。海の中にはもうひとつの物語がある」と考え、それからさらに3年かけて鯨の視点で鯨漁の水中撮影に成功した。その際、逃げる鯨の背中につかまり、鯨の目を撮影している[6]。
- 伊勢神宮の神事を30年以上撮影しており、20年に毎に行われる遷宮儀式も2度撮影。現在は撮影不可能な神事写真の多くを所蔵し、その一部を写真集で公開している[7]。
- 東日本大震災では、震災の翌日にフリーランスとして唯一被災地を空撮、その後2か月間現地に留まり生々しい被災地の現場を取材した。取材の途中からは愛犬のボーダーコリーと十兵衛を伴い避難所や小学校を訪れ、フリスビー教室を開くなど、ボランティア活動にも従事した[8]。
- ノンフィクション作家としては、開高健ノンフィクション賞で第8回（『鯨人』）、第11回（『第三の川』）と2度に渡りその著作がノミネートされている[9]。
- 初監督映画『世界でいちばん美しい村』は松竹東劇、新宿ピカデリーなどで公開された。個人製作のドキュメンタリー映画がこうした大劇場で公開されるのは非常に珍しい。

## 受賞歴
- 1992年 - プロジェクト「アジアの神々と信仰」が コニカ写真奨励賞（現在のコニカミノルタ フォト・プレミオ 年度賞）
- 1998年 - 写真集『海人』で講談社出版文化賞、日本写真協会新人賞
- 2012年 - 写真集『The Days After 東日本大震災の記憶』で日本写真協会作家賞
- 2021年 - 映画「くじらびと」がグアム国際映画祭ドキュメンタリー賞、観客賞をダブル受賞。ロスアンゼルス日本映画祭ドキュメンタリー賞、また撮影技術が高く評価されJSC（日本映画撮影監督協会）賞を受賞した。
- 2022年 - 映画「くじらびと」が日本映画批評家大賞ドキュメンタリー賞、グアム国際映画祭最優秀ドキュメンタリー賞、観客賞など国内外で多数の映画賞を受賞[10]

## 作品・著作物

### 著書
- 2007年『時の海、人の大地』（魁星出版、ISBN 4312010129）
- 2011年『鯨人(くじらびと）』（集英社新書、ISBN 4087205789）
- 2011年『フリスビー犬、被災地をゆく』（飛鳥新社、ISBN 4864101310）
- 2014年『伊勢神宮　式年遷宮と祈り』（集英社、ISBN 4087207331）
- 2014年『祈りの大地』（岩波書店、ISBN 4000259679）

### 写真集
- 1993年『伊勢神宮 遷宮とその秘儀』（朝日新聞社、ISBN 4022585498）
- 1998年『海人』（新潮社、ISBN 4104191019）
- 2011年『The Days After 東日本大震災の記憶』（飛鳥新社、ISBN 4864100969）

### 映画
- 2017年『世界でいちばん美しい村』（配給：太秦）[11]
- 2021年『くじらびと』（配給：アンプラグド）[12]

## 主なテレビ出演・演出
- 1995年 - NHK『素晴らしき地球の旅』「死ぬために生きる人々―インドネシアトラジャ」
- 1997年 - 関西テレビ ドキュメント『巨鯨に挑む』インドネシアの海人 出演・共同演出（ATP賞受賞）
- 2000年 - NHK『ETV2000』「荒行 峰入り 大分国東半島 峰入りを撮る写真家」[13]
- 2012年 - NHK『こころの時代』 「祈りを撮る写真家」[14]
- 2013年 - NHK『地球テレビ エル・ムンド』「地球と人々の祈りを撮る写真家」[15]
- 2013年 - TBS NewsBird『伊勢神宮の式年遷宮』[16]
- 2017年 - TBS系『クレイジージャーニー』「伝統のクジラ漁を撮り続ける男」